# کاوامورا سومی‌یوشی
کاوامورا سومی‌یوشی ((به ژاپنی: 川村純義 Kawamura Sumiyoshi); ۱۸ دسامبر ۱۸۳۶ – ۱۲ اوت ۱۹۰۴) فرد نظامی اهل ژاپن بود.